# عقیله (لیبی)
عقیله (به عربی: العقیلة) یک منطقهٔ مسکونی در لیبی است که در برقه واقع شده‌است.